# Gianluca Grava
Gianluca Grava (Caserta, 7 marzo 1977) è un dirigente sportivo, allenatore di calcio ed ex calciatore italiano, di ruolo difensore, attuale responsabile del settore giovanile del Napoli.
Era soprannominato Gravatar.

## Caratteristiche tecniche
Terzino destro, adattato anche come difensore centrale in una difesa a tre.

## Carriera

### Gli esordi e la Ternana
Nato a Caserta, da una famiglia originaria di Vittorio Veneto, è cresciuto a San Prisco in Provincia di Caserta, inizia a giocare a calcio nella Casertana, facendo il suo esordio nel Campionato nazionale dilettanti a 16 anni, nella stagione 1993/1994; nel 1995/1996 conquista la promozione tra i professionisti e l'anno dopo viene ceduto alla Turris, dove lo nota la Ternana, che lo tessera.
Con il sodalizio umbro, Grava colleziona ben 143 presenze ed un gol (segnato al Genoa in una partita casalinga poi finita 2-2) in sei campionati di Serie B.
Nel settembre del 2004 viene ceduto in prestito al Catanzaro, sempre in Serie B.

### Napoli: dalla Serie C1 alla Champions League
Durante il mercato di gennaio 2005 passa al Napoli, nel campionato di Serie C1. Chiuderà la stagione al terzo posto sfiorando la promozione, perdendo però nei play-off. Nella stagione successiva, Grava totalizza 32 presenze e segna un gol, quello decisivo, nel derby contro la Juve Stabia con la squadra che arriva al primo posto e vince il campionato di C. Nella prima giornata della stagione 2006-2007 in serie B, Grava realizza un gol contro il Treviso che resterà l'unico della sua stagione in cui colleziona 38 presenze in campionato e nel quale il Napoli ottiene il secondo posto e la conseguente promozione in Serie A.
Nella stagione 2007-2008 esordisce in massima serie nella seconda giornata di campionato, dopo aver saltato la prima per squalifica, il 2 settembre 2007 a 30 anni indossando la fascia di capitano nella vittoria del Napoli per 5-0 allo stadio "Friuli" contro l'Udinese. In campionato colleziona complessivamente 19 presenze, di cui 13 dal primo minuto. Durante la stagione 2008-2009 Grava comincia a giocare sempre di meno, l'allenatore Edy Reja infatti, prima di essere esonerato, non lo utilizza in alcuna partita di campionato. Il nuovo mister Roberto Donadoni, tuttavia, decide di riutilizzarlo nella sua seconda partita sulla panchina azzurra, quella contro il Milan al San Paolo, giocata il 22 marzo 2009 e contro la Sampdoria nel turno successivo collezionando alla fine del campionato solo sei presenze ma facendo il suo esordio nelle competizioni europee in coppa UEFA nella vittoria in trasferta 0-3 col Vllaznia.
Nella stagione successiva trova il campo con più continuità sia con Donadoni prima che con Mazzarri poi. In particolare, sotto la gestione Mazzarri il rendimento di Grava fa registrare un incremento qualitativo, ritagliandosi un ruolo di titolare fisso nel nuovo ruolo di difensore centrale nei tre dietro della compagine azzurra infatti in campionato colleziona 24 presenze, di cui 22 dal primo minuto affrontando avversari del calibro di Ronaldinho.
Nella stagione 2010-2011, Grava, nel recupero, salva sulla linea il risultato nella partita contro il Lecce, aprendo poi la strada al gol di Cavani che decide la vittoria per 1-0, ma la sua stagione si chiude anzitempo per una lesione al legamento crociato anteriore del ginocchio sinistro rimediata il 15 gennaio 2011 nella partita contro la Fiorentina finita 0-0. Qualche giorno dopo, il 19 gennaio, viene annunciato il suo rinnovo con il Napoli fino al 2012. Torna in campo nella stagione successiva quasi undici mesi dopo, il 3 dicembre 2011, subentrando a Ignacio Fideleff in Napoli-Lecce (4-2). Quattro giorni dopo esordisce nella massima competizione europea, la UEFA Champions League, subentrando nei minuti finali della vittoriosa partita del Napoli contro il Villarreal, chiuderà la stagione con sole 6 presenze in campionato, ma il 20 maggio 2012 vince il primo trofeo in carriera, la Coppa Italia, sebbene non venga mai utilizzato nel corso della manifestazione. A fine stagione prolunga ulteriormente il contratto con il Napoli.
Dopo aver collezionato due presenze nell'ultima stagione in maglia azzurra, il 26 giugno 2013 annuncia il ritiro dall'attività agonistica (con 180 partite e 2 reti complessive in maglia azzurra).

## Dopo il ritiro
Nel 2013, appesi gli scarpini al chiodo, ritorna nella società azzurra con il ruolo di responsabile del settore giovanile. Da novembre 2023, con il ritorno di Mazzarri sulla panchina del Napoli, ha ricoperto il ruolo di collaboratore tecnico della prima squadra fino al termine della stagione, prima di ricoprire nuovamente il ruolo di responsabile del vivaio azzurro a partire dalla stagione 2024-2025.

## Calcioscommesse
Coinvolto nello scandalo italiano del calcioscommesse del 2011 insieme al compagno Paolo Cannavaro dalle dichiarazioni dell'ex compagno di squadra Matteo Gianello, il 26 ottobre 2012 viene deferito dal procuratore federale Stefano Palazzi per omessa denuncia in relazione alla partita Sampdoria-Napoli (1-0) del 2010. Il 10 dicembre il PM Stefano Palazzi chiede per lui 9 mesi di squalifica per omessa denuncia, ma il 18 dicembre la Commissione Disciplinare della FIGC lo condanna a 6 mesi di stop. Il 17 gennaio 2013 la Corte di Giustizia Federale lo assolve dalle accuse e gli revoca la squalifica.

## Statistiche

### Presenze e reti nei club
| Stagione         | Squadra          | Campionato       | Campionato | Campionato | Coppe nazionali | Coppe nazionali | Coppe nazionali | Coppe continentali | Coppe continentali | Coppe continentali | Altre coppe | Altre coppe | Altre coppe | Totale | Totale |
| Stagione         | Squadra          | Comp             | Pres       | Reti       | Comp            | Pres            | Reti            | Comp               | Pres               | Reti               | Comp        | Pres        | Reti        | Pres   | Reti   |
| ---------------- | ---------------- | ---------------- | ---------- | ---------- | --------------- | --------------- | --------------- | ------------------ | ------------------ | ------------------ | ----------- | ----------- | ----------- | ------ | ------ |
| 1993-1994        | Casertana        | CND              | 2          | 0          | CI-D            | ?               | ?               | -                  | -                  | -                  | -           | -           | -           | 2+     | 0+     |
| 1994-1995        | Casertana        | CND              | 30         | 3          | CI-D            | ?               | ?               | -                  | -                  | -                  | -           | -           | -           | 30+    | 3+     |
| 1995-1996        | Casertana        | CND              | 27         | 3          | CI-D            | ?               | ?               | -                  | -                  | -                  | -           | -           | -           | 27+    | 3+     |
| 1996-1997        | Casertana        | C2               | 25+2       | 1+0        | CI-C            | ?               | ?               | -                  | -                  | -                  | -           | -           | -           | 27+    | 1+     |
| Totale Casertana | Totale Casertana | Totale Casertana | 84+2       | 7          |                 | ?               | ?               |                    | -                  | -                  |             | -           | -           | 86+    | 7+     |
| 1997-1998        | Turris           | C1               | 28+2       | 0          | CI-C            | ?               | ?               | -                  | -                  | -                  | -           | -           | -           | 30+    | 0+     |
| 1999-2000        | Ternana          | B                | 10         | 0          | CI              | 1               | 0               | -                  | -                  | -                  | -           | -           | -           | 11     | 0      |
| 1999-2000        | Ternana          | B                | 32         | 1          | CI              | 4               | 0               | -                  | -                  | -                  | -           | -           | -           | 36     | 1      |
| 2000-2001        | Ternana          | B                | 32         | 0          | CI              | 2               | 0               | -                  | -                  | -                  | -           | -           | -           | 34     | 0      |
| 2001-2002        | Ternana          | B                | 24         | 0          | CI              | 1               | 0               | -                  | -                  | -                  | -           | -           | -           | 25     | 0      |
| 2002-2003        | Ternana          | B                | 12         | 0          | CI              | 1               | 0               | -                  | -                  | -                  | -           | -           | -           | 13     | 0      |
| 2003-2004        | Ternana          | B                | 33         | 0          | CI              | 1               | 0               | -                  | -                  | -                  | -           | -           | -           | 34     | 0      |
| Totale Ternana   | Totale Ternana   | Totale Ternana   | 143        | 1          |                 | 10              | 0               |                    | -                  | -                  |             | -           | -           | 153    | 1      |
| 2004-gen. 2005   | Catanzaro        | B                | 15         | 0          | CI              | 1               | 0               | -                  | -                  | -                  | -           | -           | -           | 16     | 0      |
| gen.-giu. 2005   | Napoli           | C1               | 13+4       | 0          | -               | -               | -               | -                  | -                  | -                  | -           | -           | -           | 17     | 0      |
| 2005-2006        | Napoli           | C1               | 32         | 1          | CI+CI-C         | 4+0             | 0               | -                  | -                  | -                  | SL-C1       | 2           | 0           | 38     | 1      |
| 2006-2007        | Napoli           | B                | 38         | 1          | CI              | 3               | 0               | -                  | -                  | -                  | -           | -           | -           | 41     | 1      |
| 2007-2008        | Napoli           | A                | 19         | 0          | CI              | 4               | 0               | -                  | -                  | -                  | -           | -           | -           | 23     | 0      |
| 2008-2009        | Napoli           | A                | 6          | 0          | CI              | 1               | 0               | I+CU               | 1+2                | 0                  | -           | -           | -           | 10     | 0      |
| 2009-2010        | Napoli           | A                | 24         | 0          | CI              | 1               | 0               | -                  | -                  | -                  | -           | -           | -           | 25     | 0      |
| 2010-2011        | Napoli           | A                | 13         | 0          | CI              | 0               | 0               | UEL                | 4                  | 0                  | -           | -           | -           | 17     | 0      |
| 2011-2012        | Napoli           | A                | 6          | 0          | CI              | 0               | 0               | UCL                | 1                  | 0                  | -           | -           | -           | 7      | 0      |
| 2012-2013        | Napoli           | A                | 2          | 0          | CI              | 0               | 0               | UEL                | 0                  | 0                  | SI          | 0           | 0           | 2      | 0      |
| Totale Napoli    | Totale Napoli    | Totale Napoli    | 153+4      | 2          |                 | 13              | 0               |                    | 8                  | 0                  |             | 2           | 0           | 180    | 2      |
| Totale carriera  | Totale carriera  | Totale carriera  | 423+8      | 10         |                 | 24+             | ?               |                    | 8                  | 0                  |             | 2           | 0           | 464+   | 10+    |

## Palmarès

### Club

#### Competizioni nazionali
- Campionato Nazionale Dilettanti: 1

Casertana: 1995-1996
- Serie C1: 1

Napoli: 2005-2006
- Coppa Italia: 1

Napoli: 2011-2012